# Vinon-sur-Verdon
Vinon-sur-Verdon là một xã thuộc tỉnh Var trong vùng Provence-Alpes-Côte d'Azur, Pháp. Xã này có diện tích 36 km², dân số năm 2006 là 3734 người. Xã này nằm ở khu vực có độ cao trung bình 285 mét trên mực nước biển.

## Biến động dân số
| Năm    | 1962 | 1968 | 1975 | 1982 | 1990 | 1999 | 2006 |
| ------ | ---- | ---- | ---- | ---- | ---- | ---- | ---- |
| Dân số | 1204 | 1672 | 1832 | 2196 | 2752 | 2992 | 3734 |